# 岡部憲明
岡部 憲明（おかべ のりあき、1947年 - ）は、日本の建築家。
岡部憲明アーキテクチャーネットワーク代表。神戸芸術工科大学教授、神戸芸術工科大学博士（芸術工学）。妻は美学者、キュレーターの岡部あおみ。
代表作に関西国際空港旅客ターミナルビル、小田急ロマンスカー「VSE」・「MSE」・「EXEα」・「GSE」・箱根登山鉄道「アレグラ号」がある。

## 経歴
静岡県富士宮市生まれ。東京都立両国高等学校を経て早稲田大学理工学部建築学科を卒業後、フランス政府給費研修生としてフランスに渡りレンゾ・ピアノとともにフランスやイタリアで活躍。フランス政府公認建築家となる。
帰国後は Renzo Piano Building Workshop Japan 代表取締役を務め、現在は岡部憲明アーキテクチャーネットワークを主宰している。
- 1971年 早稲田大学理工学部建築学科卒業、山下寿郎設計事務所勤務
- 1972年 フランス政府給費研究生(1972-73年)として渡仏
- 1974年 ポンピドゥーセンター設計チーム参加
- 1977年 Piano + Rice Associati 設立
- 1981年 Renzo Piano Building Workshop Paris チーフアーキテクト
- 1986年 フランス政府公認建築家
- 1988年 Renzo Piano Building Workshop Japan 代表取締役(1988-94年)
- 1995年 岡部憲明アーキテクチャーネットワーク代表
- 1998年 神戸芸術工科大学教授
- 2007年 神戸芸術工科大学博士（芸術工学）

## 受賞歴
- 1985年 - EQUERRE D'ARGENT賞SPECIAL MENTION （シュルンベルジェ社改装計画）
- 1995年 - 日経BP技術賞大賞 (関西国際空港の人工島と旅客ターミナルビルの設計・施工技術)
- 1995年 - 日本建築学会作品賞 (関西国際旅客ターミナルビル)
- 1998年 - 土木学会田中賞
- 2001年 - 土木学会デザイン賞最優秀賞(牛深ハイヤ大橋)
- 2002年 - BCS賞 (ヴァレオユニシアトランスミッション厚木工場)

## 主な作品
| 名称                                             | 年     | 所在地         | 状態                                      | 備考                                                             |
| ------------------------------------------------ | ------ | -------------- | ----------------------------------------- | ---------------------------------------------------------------- |
| 牛深ハイヤ大橋                                   | 1997年 | 熊本県天草市   |                                           | 熊本県くまもとアートポリス参加施設                               |
| ヴァレオユニシアトランスミッション厚木工場       | 2000年 | 神奈川県厚木市 |                                           |                                                                  |
| 桜新町の集合住宅                                 | 2002年 | 東京都世田谷区 |                                           |                                                                  |
| 一の宮町農林水産物処理加工施設・直売所「四季彩」 | 2003年 | 熊本県阿蘇市   |                                           | 熊本県くまもとアートポリス参加施設                               |
| 小田急ロマンスカー「VSE」                        | 2004年 |                | 2022年に定期運行終了 （2023年に完全引退） | 2005年度グッドデザイン賞、鉄道友の会第49回ブルーリボン賞受賞車両 |
| 小田急ロマンスカー「MSE」                        | 2007年 |                |                                           | 2008年度グッドデザイン賞、第52回ブルーリボン賞受賞車両           |
| 箱根登山電車「アレグラ号」                       | 2014年 |                |                                           |                                                                  |
| 大山観光電鉄大山鋼索線新型車両                   | 2015年 |                |                                           |                                                                  |
| 小田急ロマンスカー「EXEα」                       | 2017年 |                |                                           |                                                                  |
| COLONY箱根                                       | 2017年 | 神奈川県箱根町 |                                           |                                                                  |
| 小田急ロマンスカー「GSE」                        | 2018年 |                |                                           | 2018年度グッドデザイン賞、第62回ブルーリボン賞受賞車両           |

## 著書
- 「関西国際空港旅客ターミナルビル」レンゾピアノビルディングワークショップ （講談社）1994/11 ISBN 4062058669
- 「エッフェル塔のかけら-建築家の旅」岡部憲明（紀伊国屋書店）1997/11 ISBN 4314008016
- 「可能性の建築-人間と空間を考える（NHK人間講座）」岡部憲明（日本放送出版協会）2004/03 ISBN 4141891029
- 「可能性の建築-空間・時間・建築が創る建築の未来（NHKライブラリー）」岡部憲明（日本放送出版協会）2005/12 ISBN 4140842016
- 「パリ -キクカワ プロフェッショナル ガイド Vol.2/1994」岡部憲明（建築・都市ワークショップ）1994/11 ISBN 4906544010
- 「ピーター・ライス自伝-あるエンジニアの夢みたこと」岡部憲明監訳（鹿島出版会）1997/2 ISBN 4306043495